# Peccata minuta
Peccata minuta (literalment, «faltes petites») és una expressió llatina familiar que s'usa per a indicar un error o falta lleus. S'usa en sentit col·loquial per designar una culpa, equivocació o error que és de poca importància. Tot i que les paraules d'aquesta expressió llatina estan en plural, s'apliquen també a un fet en singular i, així, es diu, per exemple: "El que ha fet aquest home és peccata minuta, en comparació amb el que han fet altres. "

## Significat en els clàssics
Peccatta, com sinònim de Delictum, culpa:
- Pro peccatis supplicium sufferre,” : És que he de patir jo el càstig de les seus delictes? (Ter. Andria. 5, 3, 17)

- praeteritisque male admissis peccata remordent = i per les culpes passades el corroeix el remordiment (Lucr., De rerum natura, 3, 827);

- Atque ut haec non tam rebus quam vocabulis commutaverat, sic inter recte factum atque peccatum officium et contra officium media locabat quaedam, recte facta sola in bonis actionibus ponens, prave, id est peccata, in malis = A més a més, així com havia modificat aquestes coses no tant en la substància, com en els vocables, així, entre allò fet rectament i el pecat, situava, com coses intermèdies, el deure i el contrari al deure, posant només allò fet rectament a les bones accions; allò fet malament, és a dir.. els pecats, en les males (Ciceró, Questions Acadèmiques, 1, 10, 37)